# Adnor Shameti
Adnor Shameti (ur. 12 maja 1974 w Skraparze) - albański poseł z ramienia Socjalistycznej Partii Albanii, doktor nauk prawnych.

## Życiorys
Po ukończeniu studiów prawniczych na Uniwersytecie Tirańskim, w latach 1993-1994 specjalizował się w Holandii. 
Od 1995 roku należy do Izby Adwokackiej w Tiranie. W latach 2006–2014 kierował jedną z prywatnych uczelni na terenie Albanii.
W 2008 roku uzyskał tytuł doktora nauk prawnych.
W 2017 roku został deputowanym do Zgromadzenia Albanii z ramienia Partii Socjalistycznej.